# 周景揚

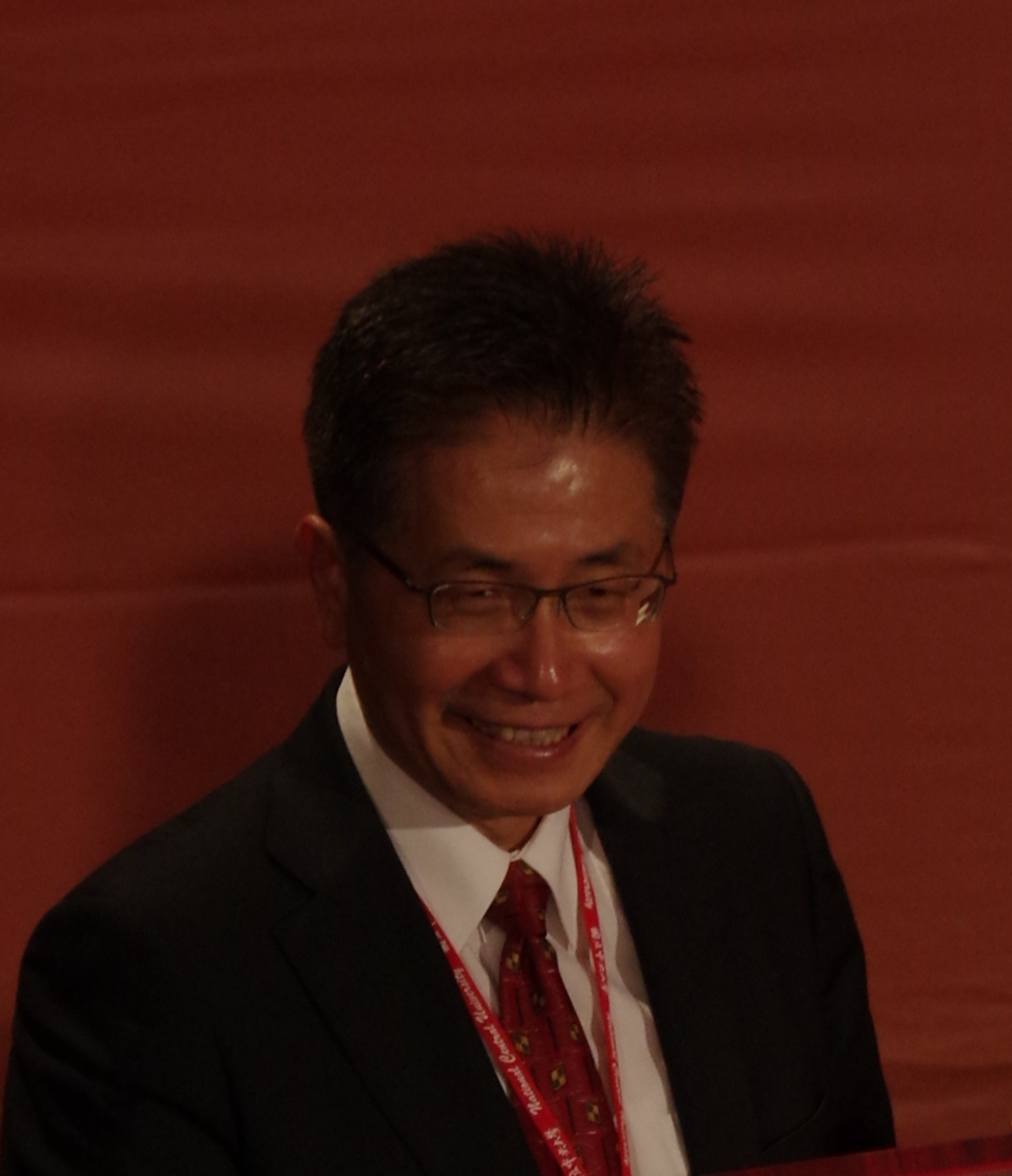
周景揚

周景揚（1957年—），臺灣宜蘭縣人，現任國立中央大學校長，曾任中華民國行政院國家科學委員會副主任委員、國立交通大學電子工程學系講座教授，美國電機電子工程師學會會士。

## 學歷
- 美國伊利诺伊大学厄巴纳-香槟分校電腦科學系博士（1985年）
- 美國伊利诺伊大学厄巴纳-香槟分校電腦科學系碩士（1983年）
- 國立臺灣大學電機工程學系學士（1979年）
- 臺北市立建國高級中學[2]

## 經歷
- 現任國立中央大學校長（2013年2月1日迄今）
- 中華民國行政院國家科學委員會副主委
- 台灣聯合大學系統副校長
- 國立交通大學電子工程學系講座教授
- 國立交通大學電子工程學系系主任
- 國家實驗研究院國家晶片系統設計中心主任
- 台灣積體電路設計學會理事長
- 美國貝爾實驗室研究員
- 吉悌電信公司中央實驗室資深研究員

## 研究專長
電腦輔助設計、積體電路與系統、計算機結構。

## 外部連結
- 國立中央大學校長室網頁（页面存档备份，存于）
- 周景揚個人網站（页面存档备份，存于）
- 周景揚在國立交通大學電子工程系網站

| 教育職務                          | 教育職務                                   | 教育職務 |
| --------------------------------- | ------------------------------------------ | -------- |
| 中央大學                          |                                            |          |
| 前任： 李 誠（代理） 正任：蔣偉寧 | 中央大學校長 在台復校第八任 2013年2月1日－ | 現任     |